# Estação De La Savane
A Estação De La Savane é uma das estações do Metrô de Montreal, situada em Montreal, entre a Estação Du Collège e a Estação Namur. Faz parte da Linha Laranja.
Foi inaugurada em 09 de janeiro de 1984. Localiza-se no Boulevard Décarie. Atende o distrito de Côte-des-Neiges–Notre-Dame-de-Grâce.